# Chodecz (gemeente)
De gemeente Chodecz is een stad- en landgemeente in het Poolse woiwodschap Koejavië-Pommeren, in powiat Włocławski.
De zetel van de gemeente is in Chodecz.
Op 30 juni 2004 telde de gemeente 6434 inwoners.

## Oppervlakte gegevens
In 2002 bedroeg de totale oppervlakte van gemeente Chodecz 122,23 km², waarvan:
- agrarisch gebied: 82%
- bossen: 10%

De gemeente beslaat 8,3% van de totale oppervlakte van de powiat.

## Demografie
Stand op 30 juni 2004:
| Omschrijving                   | Totaal | Totaal | Vrouwen | Vrouwen | Mannen | Mannen |
| ------------------------------ | ------ | ------ | ------- | ------- | ------ | ------ |
| eenheid                        | aantal | %      | aantal  | %       | aantal | %      |
| inwoners                       | 6434   | 100    | 3248    | 50,5    | 3186   | 49,5   |
| bevolkingsdichtheid (inw./km²) | 52,6   | 52,6   | 26,6    | 26,6    | 26,1   | 26,1   |

In 2002 bedroeg het gemiddelde inkomen per inwoner 1346,51 zł.

## Administratieve plaatsen (sołectwo)
Brzyszewo, Chodeczek, Ignalin, Kromszewice, Kubłowo, Lubieniec, Łania, Łanięta, Mielinek, Mstowo, Przysypka, Psary, Pyszkowo, Sobiczewy, Strzygi, Strzyżki, Wola Adamowa, Zalesie, Zbijewo, Zieleniewo.

## Overige plaatsen
Bogołomia, Bogołomia-Kolonia, Cetty, Chodeczek-Wieś, Florkowizna, Gawin, Huta Chodecka, Huta Towarzystwo, Kołatki, Kubłowo Małe, Łakno, Micielno, Mielno, Mstowo, Niesiołów, Niwki, Nowiny, Ogorzelewo, Pieleszki, Piotrowo, Podgórze, Prosno, Ruda Lubieniecka, Sadok, Sławęcin, Szczecin, Trzeszczon, Uklejnica.

## Aangrenzende gemeenten
Boniewo, Choceń, Dąbrowice, Lubień Kujawski, Przedecz